# Scotopteryx cretata
Scotopteryx cretata là một loài bướm đêm trong họ Geometridae.